# 鳳梧洞戦闘
鳳梧洞戦闘（ポンオドンせんとう、ハングル: 봉오동 전투）は、満洲での大韓独立軍と日本軍第19師団との間の戦闘。1920年6月6-7日に中華民国吉林省汪清県鳳梧洞で起こった。
戦いの発端は6月6日に発生した三屯子戦闘である。この戦闘の前に、日本軍が豆満江を渡り三屯子に侵攻して住民を殺戮したが、この戦闘において独立軍は進行してきた日本軍を殲滅させた。
その後、日本軍は越江追撃大隊を編成して鳳梧洞に侵攻したが、洪範図の大韓独立軍、安武の国民軍、崔振東の都督府軍が迎え撃ち、日本軍に勝利を収めた。
このときの日本軍側の被害は、日本と朝鮮の主張が異なっており、朝鮮側では、死亡者157人、重傷者200人、軽傷者100人であるが、日本側では死亡者1人、負傷者2人となっている。
2020年6月に大統領の文在寅は、鳳梧洞戦闘100周年の式典を開催した。
2019年に映画「鳳梧洞戦闘」が公開されている。